# BLACK OUT
『BLACK OUT』（ブラックアウト）は、1995年10月7日から1996年3月30日までテレビ朝日系列で放送された日本のテレビドラマ。
放送は全25回。構成上では全12話分のエピソードとなり、1話分を2週に分けて放映している（「Futurity 9」は3週分で1話）。
テレビ朝日の土曜深夜のドラマ枠は、このドラマの枠を引き継ぐ形でウイークエンドドラマ枠と命名された。従って、この作品は厳密にはウイークエンドドラマではない。

## 概要
1999年の近未来において、起こったハイテク犯罪を追う捜査官を描いた、SF犯罪ドラマ。
渡辺浩弐の小説『1999年のゲーム・キッズ』が原案としてクレジットされているが、実質作品世界で描かれた状況や設定を参考にしたため、物語的には繋がりはない。ただし渡辺はドラマ化に際して様々なアイデアも提供しており、ノベライズも著述している。
当時人気だったドラマとのいくつかの共通点から、和製『Xファイル』と呼ばれることが多かったが、インタビューなどでの渡辺の発言によれば、むしろSF犯罪ドラマ『怪奇大作戦』を参考にしたということである。特に初期エピソードでは、プラズマ兵器で人体発火を起こしたり、電話回線を使った殺人といったビジュアル面に、その影響が顕著である。作品的には科学の未来を信じる華屋と先端技術で神さえも目指す犯罪者との対決という形を取っている。
基本的に現実に可能（原理的に現在の技術の延長線上の技術である）である点が、異星人などが登場する作品（例：緊急指令10-4・10-10、Xファイル）とは異なって、本作品の特色であると解されるが、「電磁波を発生させる粘菌をコンピュータウイルスとして利用」したり、「恐竜に対抗して猛毒を持つように進化した太古の蝿をバイオテクノロジーで復活させる」など、といった単にリアルの一言では語れない魅力を持ったSFドラマでもある。

## ストーリー
1999年、すでに……。
人類の科学が飽和状態を迎え、先端テクノロジーを悪用した怪事件が多発していた。警視庁科学捜査部の捜査官中園祥子と華屋崇一の2人が犯罪の謎を追う。

## 科学捜査部
1999年警視庁に設置された、多発するハイテク犯罪全般を専門とする、非公式・少数精鋭の特別捜査チーム。
華屋 崇一（かや そういち）
1966年10月8日生まれ、33歳
西北大学理工学部非常勤教師で、専門は応用物理学。科学捜査部には嘱託で所属。潔癖症で神経質な性格。部屋には小松崎茂画の「宇宙コロニー」を飾っている。愛用のイギリス製鞄からは四次元ポケットのごとくあらゆるアイテムを取り出し、周囲の人間をよく驚かせるが中は絶対に誰にも見せない。趣味はテルミンを演奏すること。研究に詰まった際などに精神統一できるらしい。携帯用テルミンも所持している。泳げない。老齢期に至るまで人類が科学を使いこなす日が訪れるのを信じていたが……。
中園 祥子（なかぞの しょうこ）
1972年6月15日生まれ、27歳
科学捜査部唯一の専従捜査官。元々科学警察研究所の所員で、犯罪心理学を学ぶためFBIのアカデミーに2年間留学していたキャリア組。今回の特別要請により日本に帰ってきたが、まだ書類上ではアメリカ滞在中とされている。捜査という名目で暴走しがちな華屋には悩まされることも多い。またアクティブに捜査活動をこなし、自ら沖縄の海中に潜るなどしたが、その際に犯人の罠にかかることもあった。
沖野 真由美（おきの まゆみ）
1966年生まれ、33歳
腕利きの法医学者で、医学や科学鑑定等から華屋・中園に協力する。死体フェチで解剖フェチ。人体の内部の美しさを語ることもある。見事なマッシュルームカットは、裏設定ではスキンヘッドにカツラらしい。
小林少年（こばやししょうねん）
1982年生まれ、17歳
名前は未詳の天才少年ハッカー。以前西北大学のコンピュータから機密情報を盗み、それを追跡調査した華屋がその技術に感心させられたのが出会いである。友人となった華屋の依頼により、半分アルバイト、半分ゲーム感覚で科学捜査部に協力している。ネット上において子供たちの科学フォーラムのまとめ役などもやっていた模様。時折女装したりする。

## キャスト
- 華屋崇一：椎名桔平
- 中園祥子：山本未來
- 沖野真由美：高島礼子
- 小林：大地

## 放送リスト
- Futurity 1 「DNA」初放送1995年10月7日、14日 出演：稲垣吾郎、西田健
- Futurity 2 「プラズマ」初放送1995年10月21日、28日 出演：山崎裕太、大槻義彦
- Futurity 3 「ウイルス」初放送1995年11月4日、11日 出演：田口トモロヲ、柳田理科雄
- Futurity 4 「ホログラフ」初放送1995年11月18日、25日 出演：香川照之
- Futurity 5 「CALL」初放送1995年12月2日、9日 出演：久野真紀子
- Futurity 6 「毒」初放送1995年12月16日、23日 出演：石橋保、浅野麻衣子
- Futurity 7 「パラサイト」初放送1996年1月6日、13日 出演：嶋田久作
- Futurity 8 「インストール」初放送1996年1月20日、27日 出演：大杉漣、朝岡実嶺、志垣太郎
- Futurity 9 「SLEEP」 初放送1996年2月3日、10日、17日 出演：山本太郎、井筒森介
- Futurity 10 「LIFE」 初放送1996年2月24日、3月2日
- Futurity 11 「Selfishness」 初放送1996年3月9日、16日 出演：升毅
- Futurity 12 「BLACK OUT」 初放送1996年3月23日、30日

## スタッフ
- 脚本：福田靖（1、3、5）、田子明弘 (8)、三上幸四郎（4、9、10）、久松真一（2、6）、金子二郎 (7)
- 演出：落合正幸、小野原和宏、村上正典、久野昌宏
- 撮影：栗栖直樹、山岸桂一
- 製作：テレビ朝日、共同テレビ
- プロデュース：黒田徹也（テレビ朝日）、井口喜一（共同テレビ）
- 企画：井圡隆（テレビ朝日）、桑田潔（共同テレビ）
- 音楽：蓜島邦明
- 原案：渡辺浩弐（1999年のゲームキッズ）

## 関連書籍
ドラマ放映直後に出版された1996年版と、その3年後に出された文庫版（1999年版）では結末が全く異なる。1996年版の結末「アナザー・ブラックアウト」（文庫版には未収録）では華屋の救済が行なわれているが、文庫版はドラマ終盤に準じたシナリオで破滅・終末的かつ峻烈な現代批判となっている。

### 「BLACK OUT」
幻冬舎 初版1996年3月6日 渡辺浩弐（ノベライズ）
- シークレット・アクセス
- Futurity1 設計された子供たち〈クローニング〉
- Futurity2 プラズマ・ゲーム〈インディペンデント・テロリズム〉
- Futurity3 アルキメデスの罪〈バイオ・コンピュータ・ウイルス〉
- Futurity4 死者再生プログラム〈AIホログラフィ〉
- Futurity5 地獄からのコール〈音響爆弾〉
- Futurity6 太古の毒〈ホメオボックス〉
- Futurity7 海のメデューサ〈遺伝子操作〉
- Futurity8 ハーメルン・ハッカー〈サイバーチップ〉
- Futurity9 夢を食うマシン〈ブレイン・スキュンニング〉
- Futurity10 奇妙な人質〈人工授精〉
- アナザー・ブラックアウト

### 「BLACK OUT」文庫版
幻冬舎 初版1999年11月25日 渡辺浩弐（ノベライズ）
- シークレット・アクセス
- Futurity1 - Futurity10
- Futurity11 利己的な遺伝子〈ドーピング〉
- Futurity12 BLACK OUT〈遺伝子解析〉

## ソフト化と再放送
VHSビデオとLDでソフト化されているが、21世紀以降にDVDでのソフト化は成されていない（2020年5月時点）。
また、テレ朝チャンネルにて放送された際、第1話「DNA」は放送されていない。これは、ゲストの稲垣吾郎に関する「権利上の都合」（ジャニーズ事務所が肖像権に厳しい）のためと考えられる（ジャニーズ事務所#特色も参照）。なお、1990年代の地上波の再放送においては、当該エピソードも放映されていた。